# Julie Gayet

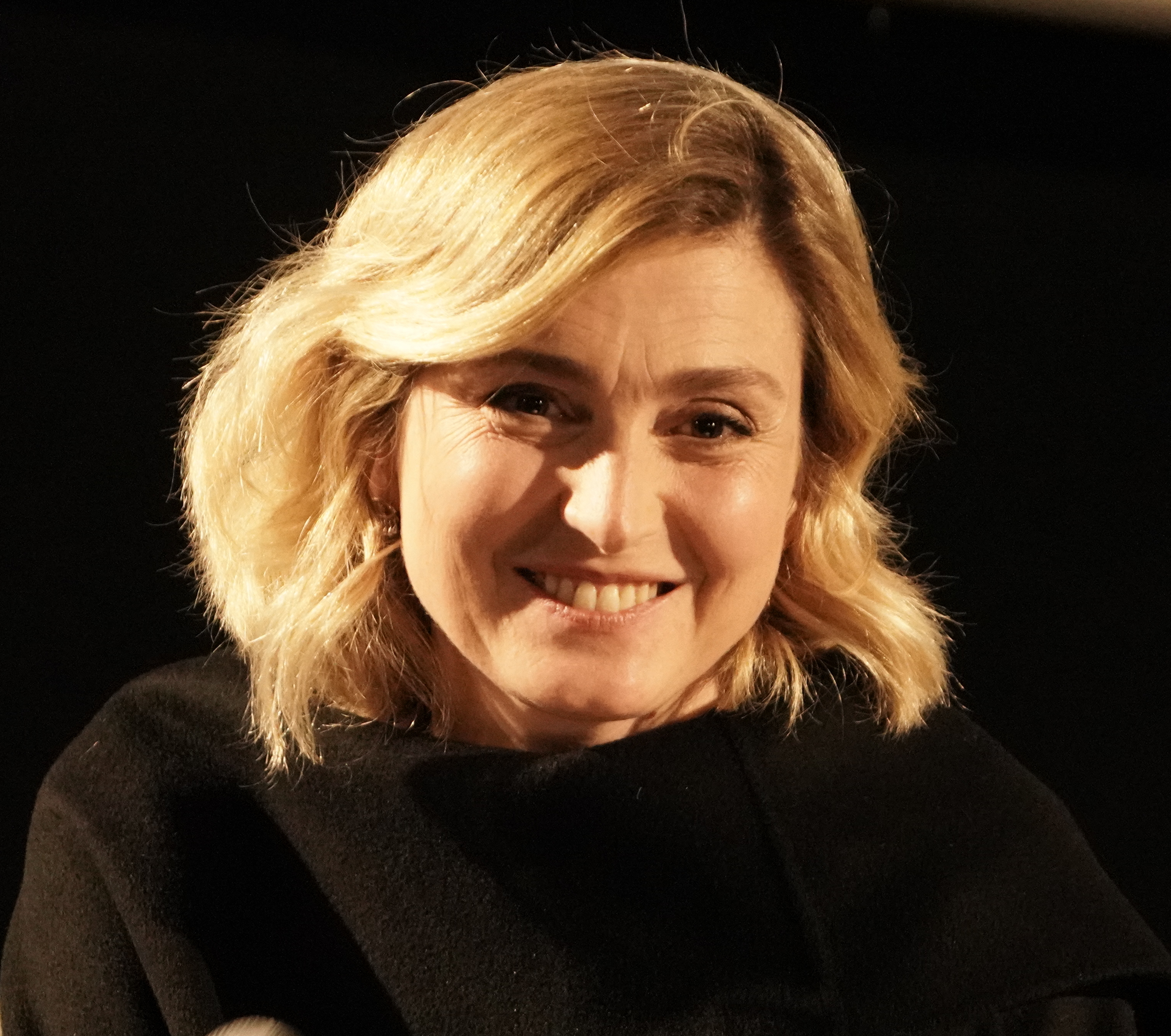
Gayet en 2024

Julie Gayet (Suresnes, 3 de junio de 1972) es una actriz francesa que ha trabajado en varias series de televisión y en diversos largometrajes. Ha sido la compañera sentimental de François Hollande desde enero de 2014, expresidente de Francia.

## Biografía
A los 17 años se fue a estudiar a Londres para una pasantía con Jack Waltzer en el Actors Studio. Luego estudió en la escuela del circo Fratellini y estudió canto lírico con Tosca Marmor. También realizó estudios universitarios de historia del arte y psicología.
En 1993 debutó como extra en Trois couleurs: Bleu.
En 1994 obtuvo su primer gran papel en Les Cent et Une Nuits de Simon Cinéma de Agnès Varda. En 1996 fue la protagonista de Delphine 1, Yvan 0.
En 1997 fue galardonada con el Premio Romy Schneider por su actuación en Sélect Hôtel.
En 2009 obtuvo el premio a la Mejor Actriz en el Festival de Tokio, por su interpretación en 8 fois debout.

### Vida privada
En 2003, se casó con el cineasta Santiago Amigorena, con quien tuvo dos hijos. Se divorciaron en 2006.
A principios de 2014, corrió un rumor según el cual Gayet sostendría una relación sentimental con el presidente de Francia, François Hollande. El 10 de enero de 2014, un artículo en la revista sensacionalista Closer publicó siete páginas de supuestas revelaciones y fotos sobre el romance, provocando una amplia cobertura de los medios de comunicación. Hollande dijo que "lamenta esta violación de su vida privada" y que estaba "pensando" en perseguir una respuesta legal, pero no negó la sustancia de la historia. La edición del 10 de enero fue tan popular que Closer reimprimió la edición, y 150 000 copias adicionales fueron programadas para ser lanzadas el 15 de enero de 2014. El 16 de enero de 2014, la agencia de noticias AFP informó que Gayet demandaría a Closer por más de 50 000 euros en concepto de daños y 4000 euros en costos legales. En abril de 2016, los medios informaron que aparentemente la relación privada entre Gayet y Hollande se ha ido deteriorando al espaciar gradualmente sus visitas al Elíseo.
En 2018, la actriz aclaró en una entrevista que la relación continuaba vigente y que ella rechazó en su momento ejercer como una primera dama cuando Hollande aún estaba en el poder.
Se casaron finalmente en una ceremonia civil el 4 de junio de 2022 en Tulle.

## Filmografía escogida
- 2013: Quai d'Orsay
- 2009: 8 fois debout
- 2007: Un baiser s'il vous plaît
- 2006: Mi mejor amigo
- 2002: Lovely Rita, sainte patronne des cas désespérés
- 2002: Novo
- 2000: La Confusion des genres
- 1999: ¿Entiendes?
- 1996: Sélect Hôtel
- 1995: Les Cent et Une Nuits de Simon Cinéma